# Реквієм
Ре́квієм (лат. Missa pro defunctis або лат. Missa defunctorum) — траурна заупокійна меса в римо-католицькій церкві, а також музичний жанр, написаний у формі і на тексти заупокійної меси. Оскільки традиційно в католицькій церкві богослужіння велося латинською мовою, текст Реквієму, за винятком Kyrie eleison також складений латиною. Саме слово «Реквієм» дослівно означає «спокій» і походить від початкових слів вступу (Introit) — Requiem æternam dona eis, Domine («Вічний спокій даруй їм, Господи»), що походить з апокрифічної 4-ї книги Єздри. В православних церквах подібною за значенням є панахида, проте остання значно відрізняється від реквієму за формою.

## Структура
Католицька заупокійна меса відрізняється від звичайної меси виключенням низки урочистих частин, таких як Gloria, Credo, та Alleluia та додаванням частини Dies Irae. Згідно з латинським обрядом, Реквієм включає 9 частин:
1. Requiem Æternam
2. Kyrie eleison
3. Градуал
4. Тракт (Absolve Domine)
5. Sequentia (Dies irae)
6. Оферторій (Domine Iesu Christe)
7. Sanctus
8. Agnus Dei
9. Комуніо (Lux aeterna)

У музичних творах структура реквієму зазвичай має 6 основних частин і виглядає так:
1. Інтройт[1] — Requiem aeternam («Вічний спокій»); Кіріє[2] — Kyrie eleison («Господи, помилуй»)
2. Секвенція[1] — Dies Irae, «День гніву»)
3. Оферторій[2] — Domine Iesu Christe, «Господи Ісусе»)
4. Санктус[2] («Sanctus», «Свят»)
5. Бенедіктус[2] («Benedictus», «Благословен»)
6. Агнус деї[2] (Agnus Dei, «Агнець Божий»); Комуніо[1] — Lux aeterna, «Світло вічне»)

### Інтройт
Перші два рядки тексту Інтройту походять з апокрифічної 4-ї книги Єздри. Наступні (від слів «Te decet hymnus») — з Псалтиря (гл. 64:2-3)
| Requiem aeternam dona eis, Domine    | Вічний спокій даруй їм, Господи,             |
| Et lux perpetua luceat eis           | і вічне світло нехай світить їм              |
| Te decet hymnus, Deus, in Sion       | Тобі належать хвалебні пісні, о Боже в Сіоні |
| Et tibbi reddetur votum in Jerusalem | i Ти вшановуєшся в Єрусалимі.                |
| Exaudi orationem meam                | Почуй молитву мою.                           |
| Ad te omnis caro veniet              | всяке тіло до Тебе приходить!                |

### Кіріє
Початковий розділ меси. Єдина частина, яка традиційно співається грецькою мовою.
| Kyrie, eleison   | Господи помилуй  |
| Christe, eleison | Христос, помилуй |
| Kyrie, eleison   | Господи помилуй  |

### Секвенція
Секвенція є найоб'ємнішою за текстом, і тому зазвичай розділяється на декілька частин. Наприклад, в «Реквіємі» Моцарта їх 6: Dies irae — Tuba mirum — Rex Tremendae — Recordare — Confutatis — Lacrimosa. Текст секвенції імовірно належить францисканцю Томмазо да Челано (XIII століття).
| Dies irae, dies illa       | День гніву, день цей            |
| Solvet saeclum in favilla  | звільнить із праху покоління,   |
| Teste David cum Sybilla    | за свідченням Давида з Сивілою. |
| Quantus tremor est futurus | Як будемо тремтіти,             |
| Quando iudex est venturus  | коли Суддя прийде               |
| Cunta stricte discussurus  | і правдиво все розсудить.       |

 (Повний текст…)

### Оферторій
В католицькій месі оферторій — це час принесення дарів Богові. Під час цієї частини обряду хліб і вина приносяться на вівтар для освячення. Принесення дарів супроводжується піснеспівами. В Реквіємі оферторій містить дві частини — «Domine Jesu Christe» («Господи Ісусе Христе») та «Hostias» («Жертва»).
|                                           |                                          |
| Domine Jesu Christe, Rex gloriae,         | Господи, Ісусе Христе, Царю слави!       |
| Libera animas omnium fidelium defunctorum | Звільни душі всіх вірних померлих,       |
| De poenis inferni et de profundo lacu     | від пекельного вогню і безоднього озера. |
|                                           |                                          |
| Libera eas de ore leonis                  | Звільни їх від лев'ячої пащі,            |
| Ne absorbeat eas tartarus                 | аби не поглинув їх тартар,               |
| Ne cadant in obscurum                     | аби не поринули вони у морок.            |
|                                           |                                          |
| Sed signifer sanctus Michael              | Але провідник Святий Михайло             |
| Repraesentet eas in lucem sanctam         | хай поведе їх у вічне світло,            |
| Quam olim Abrahae promisisti              | як Ти обіцяв колись Аврааму              |
| Et semini eius.                           | і нащадкам його.                         |

|                                             |                                               |
| Hostias et preces tibi, Domine,             | Жертви та благання Тобі, Господи,             |
| laudis offerimus                            | з похвалами, приносимо.                       |
| Tu suscipe pro animabus illis               | Прийми їх заради душ тих,                     |
| Quarum hodie memoriam facimus               | Про кого ми сьогодні згадуємо:                |
| Fac eas, Domine, de morte transire ad vitam | Дай, Господи, їм від смерті перейти до життя, |
| Quam olim Abrahae promisisti                | як Ти колись Аврааму обіцяв                   |
| Et semini eius                              | і нащадкам його.                              |
|                                             |                                               |

### Санктус
Включає два розділи — власне Sanctus і Benedictus. Текст Sanctus взятий із двох джерел. Перший рядок походить з книги Ісаї (Іс. 6:3), другий — дещо змінений фрагмент Євангелія від Матвія (Мт. 21:9) Текст Benedictus походить від Євангелія від Луки (Лк. 1:68)
| Sanctus, Sanctus, Sanctus Dominus Deus Sabaoth | Свят, свят, свят Бог Господь Саваоф,  |
| Pleni sunt caeli et terra gloria tua           | Сповнені небеса і земля славою Твоєю. |
| Hosanna in excelsis                            | Слава в вишніх!                       |

| Benedictus qui venit in nomine Domini | Благословен, хто приходить в ім'я Господа. |
| Hosanna in excelsis                   | Слава в вишніх!                            |

### Аґнус Деї
Остання частини ординарію меси. Агнець Божий, принесений у жертву — образ Ісуса Христа, що прийняв на Себе всі гріхи людства. Текст позичений в Євангелії від Івана ([[|Ін.]] 1:29), перші два рядки — дослівно, третій видозмінений.
|                                      |                                             |
| Agnus Dei,                           | Агнець Божий,                               |
| qui tollis peccata mundi:            | що береш на Себе гріхи світу,               |
| Donna eis requiem                    | даруй їм спокій!                            |
| Agnus Dei, qui tollis peccata mundi: | Агнець Божий, що береш на Себе гріхи світу, |
| Donna eis requiem sempiternam        | даруй їм спокій назавжди!                   |
|                                      |                                             |

### Комуніо
Комуніо в месі — молитва подяки, що розспівується під час причащання, звідки і походить термін. В реквіємі використовується спів «Lux aeterna» («вічне світло»).
|                                |                                             |
| Lux aeterna luceat eis, Domine | Нехай вічне світло ллється на них, Господи, |
| Cum sanctis tuis in aeternum   | з Твоїми святими навіки,                    |
| Quia pius es.                  | бо Ти є милостивий.                         |

## Реквієми в поп-культурах
Важливі твори цього жанру кінця XX століття належать Е. Л. Вебберу, К. Пендерецькому, А. Шнітке, Е. Денісову, А. Караманову, В. Сильвестрову, О. Щетинському, В. Артьомову, В. Мартинову, Т. Мансуряну, С. Берінському, О. Сюмаку, Х. В. Хенце. 
В «Реквіємі» Е. Л. Веббера подібно як і в його рок-опері «Ісус Христос — суперзірка» відчутний вплив рокової естетики. Неоромантичний «Польський реквієм» К. Пендерецького розширений традиційним польським гімном «Święty Boże». Реквієм А. Шнітке відрізняється використанням типової для цього композитора полістилістики - багатьох алюзій на музику попередніх епох. Реквієм Е. Денісова для солістів, хору і оркестру має нетрадиційну будову, включає, поряд із канонічними латинськими текстами, вірші Ф. Танцера французькою, англійською і німецькою мовами. Реквієм В. Сильвестрова — масштабна композиція нетрадиційної будови для мішаного хору з оркестром, присвячена пам'яті дружини композитора Лариси Бондаренко. Компактний Реквієм О. Щетинського для мішаного хору і струнного оркестру написаний на традиційні латинські тексти, складається з шести частин. Невеличкий Стриптиз-реквієм С. Ярунського є пародією, що поєднує дві традиції — заупокійну месу та Тризну. Акцентована карнавальність композиції висміює концертний, пафосний, танцювальний характер реквіємів, апелює до сміхової культури. Унікальним явищем ХХ століття є реквієм без співу (без хору) Х. В. Хенце для фортепіано, труби і оркестру, де навмисно заплутана послідовність частин.
Також на честь цього музичного шедевру названо один стенд з Химерних пригод ДжоДжо  Gold Expirience Requiem або ж скорочено (GER) 